# اندلاروچی
اندلاروچی (به فرانسوی: Andelaroche) یک کمون در فرانسه است که در Canton of Lapalisse واقع شده‌است.

## خصوصیات
اندلاروچی ۲۰٫۲۸ کیلومترمربع مساحت و ۲۸۲ نفر جمعیت دارد و ۴۲۸ متر بالاتر از سطح دریا واقع شده‌است.